# Episodi di Thriller (serie televisiva 1973) (terza stagione)
La terza stagione della serie televisiva Thriller  è stata trasmessa per la prima volta nel Regno Unito dalla ITV dal 1º giugno al 6 luglio 1974.
| nº | Titolo originale                     | Titolo italiano  | Prima TV Regno Unito | Prima TV Italia |
| -- | ------------------------------------ | ---------------- | -------------------- | --------------- |
| 01 | A Coffin for the Bride               |                  | 1 giugno 1974        |                 |
| 02 | I'm the Girl He Wants to Kill        |                  | 8 giugno 1974        |                 |
| 03 | Death to Sister Mary                 | Morte televisiva | 15 giugno 1974       | 24 gennaio 1980 |
| 04 | In the Steps of a Dead Man           |                  | 22 giugno 1974       |                 |
| 05 | Come Out, Come Out, Wherever You Are |                  | 29 giugno 1974       |                 |
| 06 | The Next Scream You Hear             |                  | 6 luglio 1974        |                 |